# Robin Roberts (baseball)
Pour les articles homonymes, voir Robin Roberts.
Robin Roberts, né le 30 septembre 1926 à Springfield (Illinois) aux États-Unis et mort le 6 mai 2010 à Temple Terrace, est un joueur américain de baseball évoluant en Ligue majeure de baseball de 1948 à 1966. Sélectionné sept fois au Match des étoiles (1950, 1951, 1952, 1953, 1954, 1955, 1956), ce lanceur est élu au Temple de la renommée du baseball en 1976. Son numéro 36 est retiré chez les Phillies de Philadelphie en 1962. 

## Carrière
Après des études secondaires à la Lanphier High School de Springfield (Illinois), Robin Roberts suit des études supérieures à l'Université de l'État du Michigan où il porte les couleurs des Spartans, principalement en basket-ball de 1945 à 1947. Il devient lanceur de baseball par hasard. Les Spartans manquaient de lanceurs, et assure l'intérim sur le monticule à l'occasion.
Roberts est recruté en 1947 par les Phillies de Philadelphie contre un bonus de 25 000 dollars. Après quelques matchs en Ligues mineures avec l'équipe de Wilmington où il écrase la concurrence avec 9 victoires en 10 matchs, Roberts fait ses débuts en Ligue majeure le 18 juin 1948. Il s'impose rapidement comme un leader de l'équipe, vite rebaptisée Whiz Kids. Les gamins de Philadelphie remportent le fanion de la Ligue nationale en 1950 ; une première depuis 35 ans. Roberts enregistre 20 victoires lors de cette saison 1950. Il reste au-dessus de la marque des 20 victoires par saison pendant six ans, avec une pointe à 28 victoires en 1952. Durant cette période, il est sélectionné sept fois au Match des étoiles (1950, 1951, 1952, 1953, 1954, 1955, 1956).
Transféré chez les Yankees de New York le 16 octobre 1961, Roberts ne fait aucune apparition en Ligue majeure sous l'uniforme des Yankees. Il est libéré de son contrat le 21 mai 1962 et signe chez les Orioles de Baltimore. Il porte ensuite les couleurs des Astros de Houston (1965–1966) puis des Cubs de Chicago (1966).
En 19 saisons au plus haut niveau, il est le lanceur ayant concédé le plus grand nombre de coups de circuit : 505. Toutefois, ces home runs étaient le plus souvent accordés avec des bases vides, limitant ainsi les conséquences en matière de points concédés. Le 13 mai 1954, il accorde ainsi un coup de circuit au premier joueur se présentant au marbre, puis retire les 27 frappeurs suivants pour remporter une victoire de 8-1. Roberts lance 305 matchs complets pour 45 blanchissages.
Son numéro 36 est retiré chez les Phillies de Philadelphie dès 1962. Il est le deuxième joueur de l'histoire, après Babe Ruth, à connaitre cet honneur comme joueur encore en activité. Roberts est élu au Temple de la renommée du baseball en 1976. 
Il meurt le 6 mai 2010 à son domicile de Temple Terrace. 